# Antonius van de Ven
Antonius Josephus Hubertus Marie van de Ven (1931) foi um matemático neerlandês. Trabalhou com geometria algébrica.
Antonius van de Ven obteve o doutorado em 1957 na Universidade de Leiden, com a tese Over de homologiestructuur van enige typen vezelruimten. Foi professor na Universidade de Leiden.
Dentre seus doutorandos estão Chris Peters e Gerard van der Geer.

## Obras
- com Chris Peters, Klaus Hulek, Wolf Barth Compact complex surfaces, Springer Verlag, Ergebnisse der Mathematik und ihrer Grenzgebiete, 1984, 2ª edição 2004
- com Robert Lazarsfeld: Topics in the geometry of projective space: recent work of F. L. Zak, Birkhäuser 1984